# Konföderale Fraktion der Vereinten Europäischen Linken/Nordische Grüne Linke/6. Legislaturperiode
Die folgende Liste enthält die Mitglieder der Fraktion Konföderale Fraktion der Vereinten Europäischen Linken/Nordische Grüne Linke in der 6. Legislaturperiode von 2004 bis 2009.
| Land                   | Nationale Mitgliedspartei                             | Untergruppe | MdEP |
| ---------------------- | ----------------------------------------------------- | ----------- | ---- |
| Deutschland            | Die Linke                                             | UEL         | 7    |
| Finnland               | Linksbündnis                                          | NGL         | 1    |
| Frankreich             | Kommunistische Partei Frankreichs                     | UEL         | 3    |
| Griechenland           | Kommunistische Partei Griechenlands                   | UEL         | 3    |
| Griechenland           | Koalition der Linken, der Bewegungen und der Ökologie | UEL         | 1    |
| Vereinigtes Königreich | Sinn Féin                                             | UEL         | 1    |
| Irland                 | Sinn Féin                                             | UEL         | 1    |
| Italien                | Partei der Kommunistischen Wiedergründung             | UEL         | 5    |
| Italien                | Partei der italienischen Kommunisten                  | UEL         | 2    |
| Niederlande            | Sozialistische Partei                                 | UEL         | 2    |
| Portugal               | Kommunistische Partei Portugals                       | UEL         | 2    |
| Schweden               | Linkspartei                                           | NGL         | 2    |
| Spanien                | Vereinigte Linke                                      | UEL         | 1    |
| Tschechien             | Kommunistische Partei Böhmens und Mährens             | UEL         | 6    |
| Zypern                 | Fortschrittspartei des werktätigen Volkes             | UEL         | 2    |
| Dänemark               | Volksbewegung gegen die EU                            | UEL         | 1    |
| Portugal               | Linksblock                                            | UEL         | 1    |